# Сенное (Кировский район)
Сенно́е (до 1948 года Тулумча́к; укр. Сінне, крымскотат. Tulumçaq, Тулумчакъ) — исчезнувшее село в Кировском районе Республики Крым, располагавшееся на востоке района, на Акмонайском перешейке, на берегу речки Кой-Асан у впадения в неё маловодной безымянной балки, примерно в 6 км к северу от современного села Владиславовка.

## История
Первое документальное упоминание села встречается в Камеральном Описании Крыма… 1784 года, судя по которому, в последний период Крымского ханства Тулупчак входил в Арабатский кадылык Кефинского каймаканства. После присоединения Крыма к России (8) 19 апреля 1783 года, (8) 19 февраля 1784 года, именным указом Екатерины II сенату, на территории бывшего Крымского Ханства была образована Таврическая область и деревня была приписана к Левкопольскому, а после ликвидации в 1787 году Левкопольского — к Феодосийскому уезду Таврической области. После Павловских реформ, с 1796 по 1802 год, входила в Акмечетский уезд Новороссийской губернии. По новому административному делению, после создания 8 (20) октября 1802 года Таврической губернии, Тулумчак был включён в состав Парпачской волости Феодосийского уезда.
По Ведомости о числе селений, названиях оных, в них дворов… состоящих в Феодосийском уезде от 14 октября 1805 года, в деревне Толомчак числилось 20 дворов и 129 жителей. На военно-топографической карте генерал-майора Мухина 1817 года деревня Тулунчак также обозначена с 20 дворами. После реформы волостного деления 1829 года Тулумчак, согласно «Ведомости о казённых волостях Таврической губернии 1829 года», отнесли к Агерманской волости (переименованной из Парпачской). На карте 1836 года в деревне 28 дворов, как и на карте 1842 года.
В 1860-х годах, после земской реформы Александра II, деревню приписали к Арма-Элинской волости. По «Списку населённых мест Таврической губернии по сведениям 1864 года», составленному по результатам VIII ревизии 1864 года, Тулумчак — владельческая татарская деревня с 2 дворами и 35 жителями при безымённой балке. По обследованиям профессора А. Н. Козловского начала 1860-х годов, в селении «все без исключения колодцы с весьма солёною водою, годною лишь для животных. Людьми же в пищу не употребляется». Согласно «Памятной книжке Таврической губернии за 1867 год», деревня Тулумчак была покинута жителями в 1860—1864 годах в результате эмиграции крымских татар, особенно массовой после Крымской войны 1853—1856 годов, в Турцию, после чего заселена русскими. На трёхверстовой карте Шуберта 1865—1876 годов в деревне Тулумчак обозначено 23 двора.
По «Памятной книге Таврической губернии 1889 года», включившей результаты Х ревизии 1887 года, в деревне Тулумчак, уже Владиславской волости, числилось 37 дворов и 239 жителей. По «…Памятной книжке Таврической губернии на 1892 год» в деревне Тулумчак, входившей в Арма-Элинское сельское общество, числилось 28 жителей в 1 домохозяйстве, а в не входившей в сельское общество — 36 безземельных жителей, домохозяйств не имеющих. По «…Памятной книжке Таврической губернии на 1902 год» в деревне Тулумчак числилось 108 жителей в 3 домохозяйствах. По Статистическому справочнику Таврической губернии. Ч.II-я. Статистический очерк, выпуск пятый Феодосийский уезд, 1915 год, в деревне Тулумчак Владиславской волости Феодосийского уезда числилось 15 дворов (14 дворов с землёй, 1 — безземельный) с русским населением в количестве 128 человек «посторонних» жителей, из которых 61 мужчина и 67 женщин. Жители владели 962 десятинами удобной земли. В хозяйствах имелось 80 лошадей, 40 волов, 40 коров и 39 голов овец, свиней, или коз.
После установления в Крыму Советской власти, по постановлению Крымревкома от 8 января 1921 года была упразднена волостная система и село было определено центром вновь созданного Владиславовского района Феодосийского уезда, а в 1922 году уезды получили название округов. 11 октября 1923 года, согласно постановлению ВЦИК, в административное деление Крымской АССР были внесены изменения, в результате которых округа ликвидировались и Владиславовский район стал самостоятельной административной единицей. Декретом ВЦИК от 4 сентября 1924 года «Об упразднении некоторых районов Автономной Крымской С. С. Р.» Владиславовский район в октябре 1924 года был преобразован в Феодосийский и село включили в его состав. Согласно Списку населённых пунктов Крымской АССР по Всесоюзной переписи 17 декабря 1926 года, в селе Тулумчак, Киетского сельсовета Феодосийского района, числилось 28 дворов, все крестьянские, население составляло 145 человек, из них 138 русских, 4 грека, 2 украинца и 1 болгарин. Постановлением ВЦИК «О реорганизации сети районов Крымской АССР» от 30 октября 1930 года из Феодосийского района был выделен (воссоздан) Старо-Крымский район (по другим сведениям 15 сентября 1931 года) и село включили в его состав, а, с образованием в 1935 году Кировского — в состав нового района.
После освобождения Крыма от фашистов, 12 августа 1944 года было принято постановление № ГОКО-6372с «О переселении колхозников в районы Крыма» и в сентябре того же года в село приехали первые переселенцы, 428 семей, из Тамбовской области, а в начале 1950-х годов последовала вторая волна переселенцев. С 1954 года местами наиболее массового набора населения стали различные области Украины. С 25 июня 1946 года Тулумчак в составе Крымской области РСФСР. Указом Президиума Верховного Совета РСФСР от 18 мая 1948 года Тулумчак переименовали в Сенное. 26 апреля 1954 года Крымская область была передана из состава РСФСР в состав УССР. Время включения в Васильковский сельсовет пока не установлено: на 15 июня 1960 года село уже числилось в его составе. Ликвидировано к 1968 году (согласно справочнику «Крымская область. Административно-территориальное деление на 1 января 1968 года» — в период с 1954 по 1968 год, как село Яркополенского сельсовета).

### Динамика численности населения
| - 1805 год — 129 чел. - 1864 год — 35 чел. - 1889 год — 239 чел. - 1892 год — 64 чел. | - 1902 год — 108 чел. - 1915 год — 0/128 чел. - 1926 год — 145 чел. |